# 2008年夏季殘疾人奧林匹克運動會老撾代表團
2008年夏季殘疾人奧林匹克運動會老撾代表團於2008年9月6日至17日參加在中國北京舉行的第13屆殘疾人奧運會。
老撾在本屆殘奧會將派出1名運動員出戰舉重項目。

## 獎牌榜
| 奖牌 | 运动员  | 项目 | 赛事         |
| ---- | ------- | ---- | ------------ |
| 銅牌 | 艾·西迈 | 舉重 | 男子48公斤級 |

## 參賽項目

### 舉重
- 艾·西迈 - 男子48公斤級